# TVIニューススポット
TVIニューススポット（てぃーぶいあい - ）は、2009年3月21日までテレビ岩手で放送されていたスポットニュース番組である。ハイビジョン制作。キャスターからは「テレビ岩手ニュースです」で紹介されることがある。

## 放送時間
- 月曜 - 土曜 20:54 - 20:57
  - キャスターはテレビ岩手のアナウンサーが日替わりで担当。
  - 本編終了後は別番組として、インフォマーシャルもしくは天気予報を放送。
  - 日曜はNNNニューススポットを放送するため、ローカルニュースの放送はない。

## 番組概要
- 岩手県内のニュースを1、2本放送。
- 1980年代中頃までテレビ岩手はこの時間、平日も「NNNニューススポット」を日本テレビと同時ネットで放送していたが、ローカルニュースに衣替えしてこのタイトルに改題した。タイトルロゴは独自のものに変更したが、エンドクレジットのフォーマットは同時ネット時代のものをそのまま踏襲した。これ以後、「終」の字の上に「NNN」のロゴが表示されるようになる（これは、緊急時にNNNニューススポットへの差し替えを視野に入れたものである）。
- かつてはタイトルロゴを冒頭にて表示していたが、後に日本テレビ系列他局と同様、エンドクレジットのみの表示となった。
- 余談だが、番組終了時点での自社制作番組で唯一、略称の「TVI」がタイトルに使われていた番組である。この番組の終了により、テレビ岩手より単独のローカルスポットニュース番組は事実上、消滅した。

## 緊急時の対応
前述の通り基本はローカルニュースだが、事件・災害等の発生時はそのままのタイトルでNNNニューススポットの放送に差し替えることがあった。番組冒頭のみテレビ岩手発で、キャスターが前振りをしてから全国枠に連結する方式を採ったため、20:54.45秒から本編という流れとなっていた。